# Frederick Beauchamp Seymour
Frederick Beauchamp Paget Seymour 1º Barone di Alcester (Londra, 12 aprile 1821 – Londra, 30 marzo 1895) è stato un ammiraglio britannico, noto per aver guidato, in qualità di Comandante della Mediterranean Fleet britannica, il bombardamento di Alessandria del 1882.

## Origini e carriera militare
Secondogenito del Colonnello Sir Horace Seymour, entrò a far parte della Royal Navy nel gennaio 1834, prestando servizio nel Mediterraneo e nel Pacifico, in qualità di aiutante di campo di suo zio, l'ammiraglio Sir George Francis Seymour. Il 5 giugno 1847 venne promosso al grado di comandante della HMS Cormorant e nel 1848 a bordo della HMS Arlequin.
Nel 1852 si offrì volontario per prestare servizio nello staff del generale Sir Henry Godwin durante la seconda guerra anglo-birmana. Nel 1853 fu inviato in qualità di comandante sul Mar Bianco nella flotta dell'Ammiraglio Erasmus Ommanney ed in seguito partecipò alla guerra di Crimea a bordo della HMS Meteor.
Il 18 ottobre 1854 venne promosso al grado di capitano e il 16 luglio 1857 a bordo della HMS Pelorus per partecipare alle cosiddette guerre māori per i cui meriti di servizio venne insignito il 16 luglio 1861 dell'ordine del bagno.
Per due anni, dal 1872 al 1873 fu membro dei Lords dell'Ammiragliato e in seguito comandante della flotta sul canale della Manica. Dal 1880 al 1883 fu Comandante in capo della Flotta del Mediterraneo ed in questa veste prese parte al bombardamento di Alessandria d'Egitto durante la guerra anglo-egiziana del 1882. Per i meriti in questa campagna fu nominato barone di Alcester nella contea di Warwick il 24 novembre 1882.
Dopo il suo ritiro dalla vita militare partecipò attivamente alla vita mondana dell'Inghilterra vittoriana, e grazie al suo stile elegante e alla sua personalità spiccata divenne una delle figure più stimate dell'alta società vittoriana, guadagnandosi il nome di The Swell-Ocean (Moto ondoso).
Morì senza moglie né figli e dopo la sua morte il suo titolo nobiliare si estinse con lui.

## Ascendenza
|                                                |                              |                                       | Genitori                              |  |  | Nonni |  |  | Bisnonni                                       |  |  | Trisnonni                               |  |
|                                                |                              |                                       |                                       |  |  |       |  |  | Francis Seymour-Conway, I marchese di Hertford |  |  | Francis Seymour-Conway, I barone Conway |  |
|                                                |                              |                                       |                                       |  |  |       |  |  | Francis Seymour-Conway, I marchese di Hertford |  |  | Francis Seymour-Conway, I barone Conway |  |
|                                                |                              | Charlotte Shorter                     |                                       |  |  |       |  |  | Francis Seymour-Conway, I marchese di Hertford |  |  |                                         |  |
| Lord Hugh Seymour                              |                              |                                       |                                       |  |  |       |  |  | Francis Seymour-Conway, I marchese di Hertford |  |  |                                         |  |
|                                                |                              | Lady Isabella Fitzroy                 | Charles FitzRoy, II duca di Grafton   |  |  |       |  |  |                                                |  |  |                                         |  |
|                                                |                              | Lady Isabella Fitzroy                 | Charles FitzRoy, II duca di Grafton   |  |  |       |  |  |                                                |  |  |                                         |  |
|                                                |                              | Lady Isabella Fitzroy                 | Lady Henrietta Somerset               |  |  |       |  |  |                                                |  |  |                                         |  |
| Sir Horace Beauchamp Seymour                   |                              | Lady Isabella Fitzroy                 |                                       |  |  |       |  |  |                                                |  |  |                                         |  |
|                                                |                              | James Waldegrave, II conte Waldegrave | James Waldegrave, I conte Waldegrave  |  |  |       |  |  |                                                |  |  |                                         |  |
|                                                |                              | James Waldegrave, II conte Waldegrave | James Waldegrave, I conte Waldegrave  |  |  |       |  |  |                                                |  |  |                                         |  |
|                                                |                              | James Waldegrave, II conte Waldegrave | Mary Webbe                            |  |  |       |  |  |                                                |  |  |                                         |  |
| Lady Anne Horatia Waldegrave                   |                              | James Waldegrave, II conte Waldegrave |                                       |  |  |       |  |  |                                                |  |  |                                         |  |
|                                                |                              | Mary Walpole                          | Sir Edward Walpole                    |  |  |       |  |  |                                                |  |  |                                         |  |
|                                                |                              | Mary Walpole                          | Sir Edward Walpole                    |  |  |       |  |  |                                                |  |  |                                         |  |
|                                                |                              | Mary Walpole                          | Dorothy Clement                       |  |  |       |  |  |                                                |  |  |                                         |  |
| Frederick Beauchamp Seymour, I barone Alcester |                              | Mary Walpole                          |                                       |  |  |       |  |  |                                                |  |  |                                         |  |
|                                                | Sir Robert Palk, I baronetto | Walter Palk                           |                                       |  |  |       |  |  |                                                |  |  |                                         |  |
|                                                | Sir Robert Palk, I baronetto | Walter Palk                           |                                       |  |  |       |  |  |                                                |  |  |                                         |  |
|                                                | Sir Robert Palk, I baronetto | Frances Abraham                       |                                       |  |  |       |  |  |                                                |  |  |                                         |  |
| Sir Lawrence Palk, II baronetto                | Sir Robert Palk, I baronetto |                                       |                                       |  |  |       |  |  |                                                |  |  |                                         |  |
|                                                |                              | Anne Vansittart                       | Arthur Vansittart                     |  |  |       |  |  |                                                |  |  |                                         |  |
|                                                |                              | Anne Vansittart                       | Arthur Vansittart                     |  |  |       |  |  |                                                |  |  |                                         |  |
|                                                |                              | Anne Vansittart                       | Martha Stonhouse                      |  |  |       |  |  |                                                |  |  |                                         |  |
| Elizabeth Malet Palk                           |                              | Anne Vansittart                       |                                       |  |  |       |  |  |                                                |  |  |                                         |  |
|                                                |                              | Wilmot Vaughan, I conte di Lisburne   | Wilmot Vaughan, III visconte Lisburne |  |  |       |  |  |                                                |  |  |                                         |  |
|                                                |                              | Wilmot Vaughan, I conte di Lisburne   | Wilmot Vaughan, III visconte Lisburne |  |  |       |  |  |                                                |  |  |                                         |  |
|                                                |                              | Wilmot Vaughan, I conte di Lisburne   | Elizabeth Watson                      |  |  |       |  |  |                                                |  |  |                                         |  |
| Lady Dorothy Elizabeth Vaughan                 |                              | Wilmot Vaughan, I conte di Lisburne   |                                       |  |  |       |  |  |                                                |  |  |                                         |  |
|                                                |                              | Dorothy Shafto                        | John Shafto                           |  |  |       |  |  |                                                |  |  |                                         |  |
|                                                |                              | Dorothy Shafto                        | John Shafto                           |  |  |       |  |  |                                                |  |  |                                         |  |
|                                                |                              | Dorothy Shafto                        | Dorothy Jackson                       |  |  |       |  |  |                                                |  |  |                                         |  |
|                                                |                              | Dorothy Shafto                        |                                       |  |  |       |  |  |                                                |  |  |                                         |  |